# Asociación de Bancos de la Argentina
La Asociación de Bancos de la Argentina (ABA) fue creada en 1999 y es una entidad empresaria, que a diferencia de las otras asociaciones de bancos de Argentina (ADEBA -Asociación de Bancos Argentinos-, ABAPPRA -Asociación de Bancos Públicos y Privados-, y ABE -Asociación de la Banca Especializada-), ésta  representa a los bancos de capital internacional con operaciones en el país. Cuenta con 22 entidades (entre asociados activos y adherentes) y su sede se encuentra en La City porteña (el distrito financiero de la ciudad de Buenos Aires), en la calle San Martín número 344 (piso 23). Los bancos de ABA emplean en total a más de 29.000 personas,
La misión de esta entidad es promover el desarrollo de la banca y contribuir a crear una conciencia pública sobre la importancia de contar con un sistema financiero sólido como instrumento fundamental para el desarrollo sostenido del país.
La entidad brinda cursos a través de la Escuela de Capacitación ABA, éstos están dirigidos a profesionales del sistema financiero y otros sectores vinculados por medio del mercado.

## Asociados[1]
La lista de entidades asociadas de forma activa, es la siguiente:
- Banco Bradesco Argentina S.A.U.
- Banco de la República Oriental del Uruguay
- Banco ITAÚ Argentina
- Banco Santander RIO
- Banco Patagonia
- BBVA Banco Francés
- BNP PARIBAS (Sucursal Buenos Aires)
- Citibank
- HSBC Bank Argentina
- INDUSTRIAL AND COMMERCIAL BANK OF CHINA (ARG)
- JPMORGAN CHASE BANK, NATIONAL ASSOCIATION (Sucursal Buenos Aires)
- MUFG BANK, LTD., (Sucursal Buenos Aires)

A su vez cuenta con adherentes, los cuales son:
- Bank of America
- The Bank of New York Mellon – representación permanente*
- Banco Latinoamericano de comercio exterior S.A *
- CRÉDIT AGRICOLE CORPORATE AND INVESTMENT BANK *
- Commerzbank AG*
- COÖPERATIEVE RABOBANK U.A. – OFICINA DE REPRESENTACIÓN*
- ING Bank N.V.*
- NATIXIS SOCIEDAD EXTRANJERA – OFICINA DE REPRESENTACIÓN*
- Standard Chartered Bank *
- Wells Fargo Bank, N.A. Sociedad extranjera*

* Representantes de Entidades Financieras del exterior no autorizadas para operar en la República Argentina